# Volta a Palencia
A Volta a Palencia é uma corrida ciclista por etapas que se disputa anualmente na província de Palencia, na Espanha. Está considerada uma competição amadora, pelo que admite a participação de ciclistas menores de 23 anos. Tem contado historicamente com a participação de corredores que têm tido um importante desempenho na categoria de profissionais, como Aitor Garmendia, Félix García Casas, Isidro Nozal, Denis Menchov, Juan José Cobo, Alberto Contador ou Enric Mas, pelo que está considerada uma das provas de aficionados mais importantes do calendário espanhol.
Depois de disputar-se de forma descontínua desde 1945, em 2017 e 2018 a prova não se disputou por problemas económicos da organização, mas em 2019 retomou o seu lugar no calendário.

## Características
A Volta a Palencia está inscrita no calendário nacional da Real Federação Espanhola de Ciclismo em categoria 2.13.1, pelo que admite a participação de ciclistas menores de 23 anos. Desde 2012 é, junto à Volta ao Bidasoa, a única nesta categoria, destinada a corredores menores de 23 anos e com um máximo de três equipas estrangeiras.
O seu desenvolvimento clássico consiste em 6 etapas, que incluem várias por estradas de montanha que aproveitam a orografia do norte da província e a Cordilheira Cantábrica, uma contrarrelógio e a etapa final pela capital provincial. Assim, se converteram em clássicos os seus passos pelo porto de San Glorio (província de Leão), o alto de El Golobar -a estrada mais alta da província nas saias de Valdecebollas- ou o Santuário da Virgen do Brezo.
Durante a corrida de 2016 celebrou-se o 50.° aniversário da prova.

## Palmarés

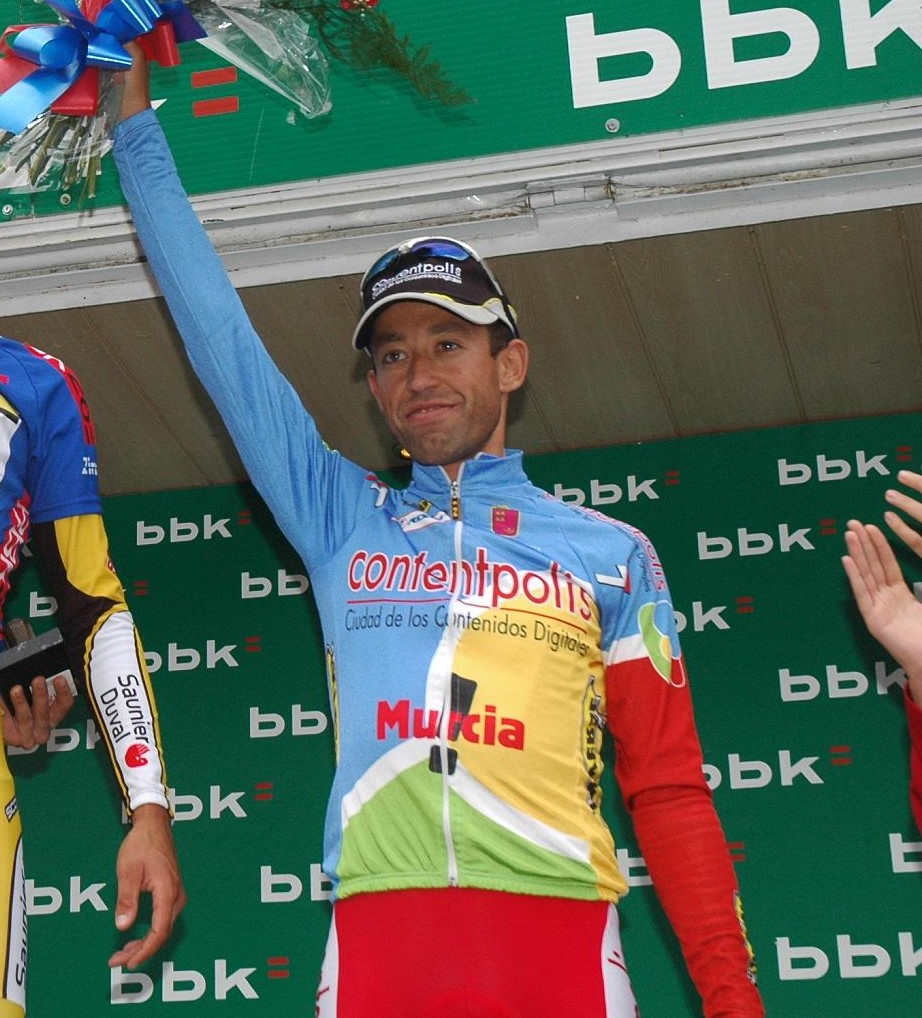
Adrián Palomares, vencedor absoluto em 1998

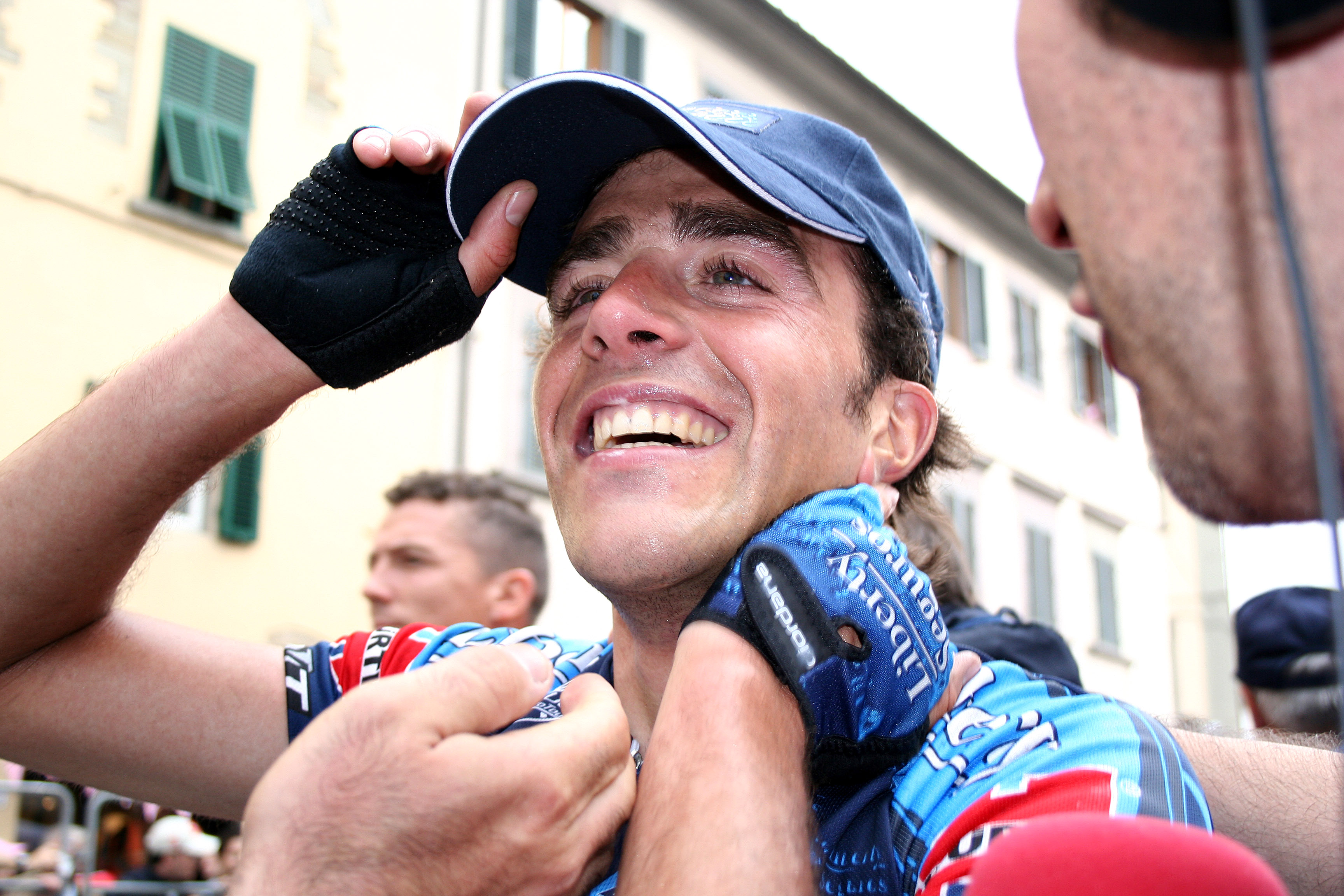
Koldo Gil, ganhador em 1999

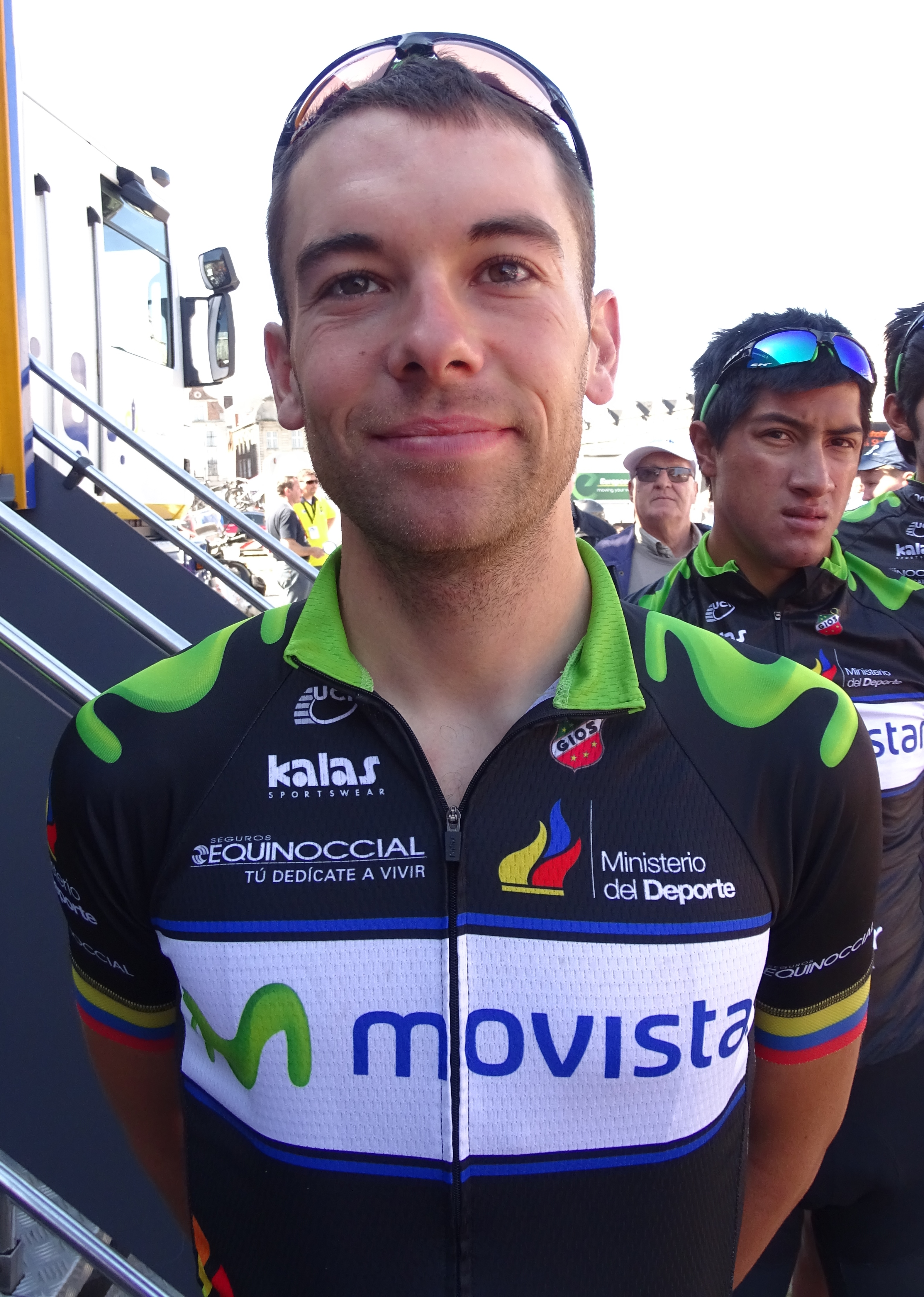
Higinio Fernández, ganhador de 2009

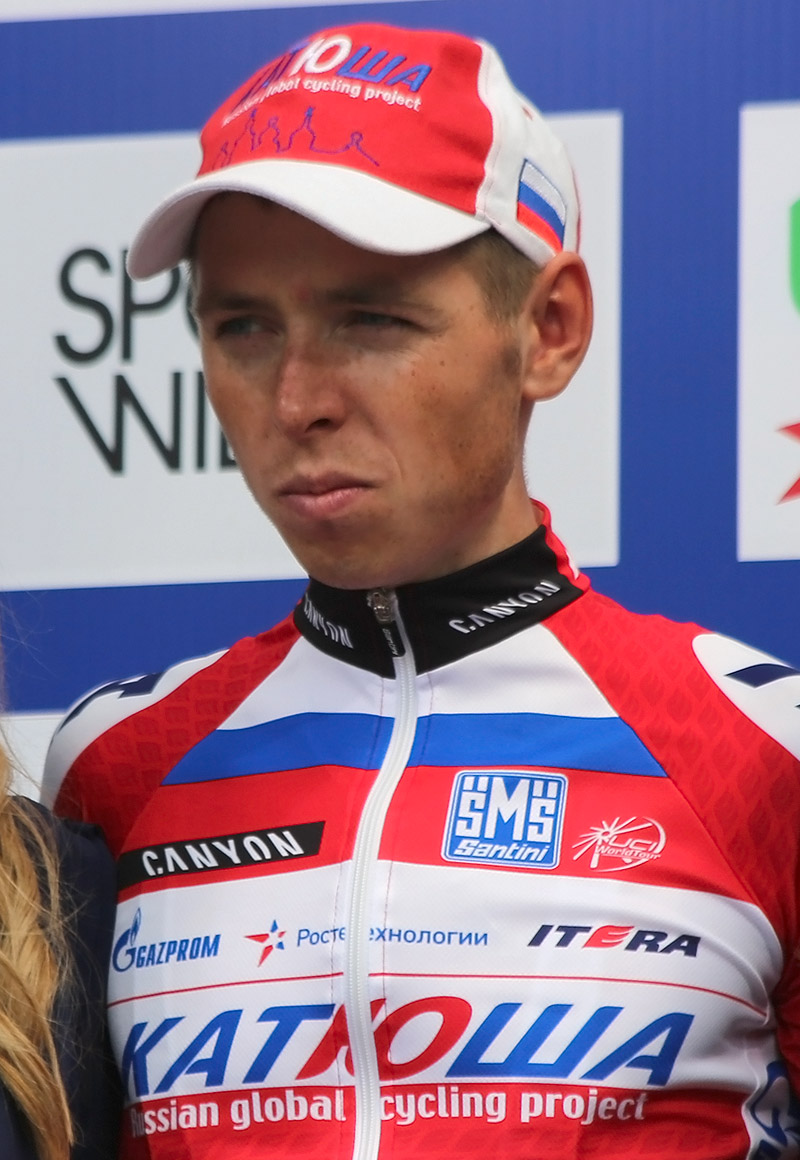
Serguéi Chernetski, vencedor da edição de 2010

| Ano  | Ganhador                | Segundo              | Terceiro              |
| ---- | ----------------------- | -------------------- | --------------------- |
| 1986 | Arturo Gueriz           |                      |                       |
| 1987 | Rodolfo Alcides         |                      |                       |
| 1988 | Aitor Garmendia         |                      |                       |
| 1989 | Aitor Garmendia         |                      |                       |
| 1990 | Carmelo Miranda         |                      |                       |
| 1991 | Rodolfo Jiménez         |                      |                       |
| 1992 | Félix García Casas      |                      |                       |
| 1993 | Juan Manuel Toribio     |                      |                       |
| 1994 | Borja Izkara            |                      |                       |
| 1995 | Daniel Atienza          |                      |                       |
| 1996 | Manuel Rodriguez García |                      |                       |
| 1997 | José Villalón           |                      |                       |
| 1998 | Adrián Palomares        |                      |                       |
| 1999 | Koldo Gil               | Gorka González       | Oleg Kachirine        |
| 2000 | Patxi Vila              | Antonio López        | Oleg Kachirine        |
| 2001 | Peio Arreitunandia      | Xavier Tondo         | Andrei Korovine       |
| 2002 | Cristian Climent        | Pablo de Pedro       | Maxim Gourov          |
| 2003 | José Rafael Martínez    | Alejandro Barbero    | Efraín Gutiérrez      |
| 2004 | David Martín            | Daniel Navarro       | Aarón Villegas        |
| 2005 | Diego Galego            | Mario García Sánchez | Juan Carlos López     |
| 2006 | Juan Carlos Escámez     | Raúl Santamarta      | Antonio Piedra        |
| 2007 | Arturo Mora             | Higinio Fernández    | José Manuel Ballesta  |
| 2008 | Arturo Mora             | Dmitrii Ignatiev     | Ángel Madrazo         |
| 2009 | Higinio Fernández       | Alexander Ryabkin    | Antonio Cervera       |
| 2010 | Serguéi Chernetski      | Karol Domagalski     | Samuel Nicolás        |
| 2011 | Jesús Ezquerra          | Román Osuna          | Víctor Frouxo         |
| 2012 | David Desmecht          | Thomas Vanbesien     | Cristóbal Sánchez     |
| 2013 | Cristian Cañada         | Tiesj Benoot         | Edison Bravo          |
| 2014 | Miguel Ángel Benito     | Alain Santamaría     | Enric Mas             |
| 2015 | Víctor Etxeberria       | Enric Mas            | Gabriel Reguero       |
| 2016 | Óscar Rodríguez         | Jaime Castrillo      | Héctor Carretero      |
| 2017 | não disputada           | não disputada        | não disputada         |
| 2018 | não disputada           | não disputada        | não disputada         |
| 2019 | Oier Lazkano            | Magnus Brynsrud      | Iñigo González Ibarra |

## Vitórias de etapa
Os corredores que mais vitórias de etapa têm
conseguido na Volta a Palencia são os seguintes:

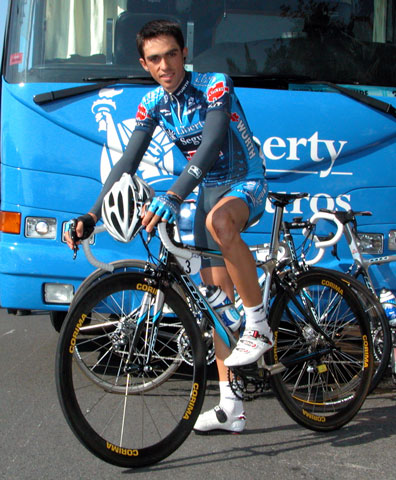
Alberto Contador ganhou duas
etapas na edição de 2002, a subida ao Santuário da Virgen do Brezo e a contrarrelógio final de
Palencia, ainda que não conseguiu subir ao pódio final da
corrida

| Corredor                 | Victorias |
| ------------------------ | --------- |
| Peio Arreitunandia       | 3         |
| Edison Bravo             | 3         |
| Cristian Climent         | 2         |
| Alberto Contador         | 2         |
| Juan Carlos Escámez      | 2         |
| Óscar García-Casarrubios | 2         |
| Marcos García            | 2         |
| Daniel Holloway          | 2         |
| Oier Lazkano             | 2         |
| Arturo Mora              | 2         |
| Serguéi Shílov           | 2         |
| Pablo Urtasun            | 2         |